# Талпош
Талпош (рум. Talpoș) — село у повіті Біхор в Румунії. Входить до складу комуни Батер.
Село розташоване на відстані 417 км на північний захід від Бухареста, 43 км на південь від Ораді, 137 км на захід від Клуж-Напоки, 112 км на північний схід від Тімішоари.

## Населення
За даними перепису населення 2002 року у селі проживала 1701 особа.
Національний склад населення села:
| Національність | Кількість осіб | Відсоток |
| -------------- | -------------- | -------- |
| румуни         | 1152           | 67,7%    |
| цигани         | 536            | 31,5%    |
| угорці         | 12             | 0,7%     |

Рідною мовою назвали:
| Мова      | Кількість осіб | Відсоток |
| --------- | -------------- | -------- |
| румунська | 1482           | 87,1%    |
| циганська | 206            | 12,1%    |
| угорська  | 12             | 0,7%     |